# Кормовиробництво і луківництво
Кормовиробни́цтво і луківни́цтво — галузь науки, яка вивчає теоретичні, практичні питання створення й використання високопродуктивних кормових угідь на лучних і орних землях, вирощування кормових культур та заготівлі кормів.

## Напрямки досліджень
Напрямки досліджень:
- Біологія й екологія однорічних та багаторічних кормових рослин і лучних трав, фітоценотичні особливості при використанні їх у ценозах на орних землях, сіножатях і пасовищах.
- Структурно-функціональна організація луків кормових агроценозів, їх класифікація. Потенційна продуктивність природних кормових угідь, сіяних сіножатей і пасовищ, кормових агроценозів на орних землях.
- Нетрадиційні та малопоширені багаторічні й однорічні кормові рослини. Питання інтродукції та акліматизації.
- Розроблення, наукове обґрунтування ефективних заходів та комплексних технологій вирощування кормових культур, створення високопродуктивних сіножатей і пасовищ різного господарського призначення.
- Принципи побудови, шляхи інтенсифікації кормових сівозмін.
- Створення високопродуктивних агроценозів у змішаних, сумісних, проміжних посівах та пасовищах; розроблення технології одержання кількох урожаїв кормових культур за рік.
- Розроблення заходів підвищення якості кормів удосконалення методів її оцінки.
- Розроблення наукових основ конвеєрного виробництва кормів. Удосконалення пасовищного, пасовищно-укісного, зеленого, силосносінажного та сиросінного конвеєрів.
- Раціональне використання природних кормових угідь і кормових культур на орних землях у системах виробництва грубих, соковитих та зелених кормів.
- Опрацювання теоретичних основ, методів і заходів реалізації програмування, математичного моделювання високої врожайності кормових культур і багаторічних трав, сортової та видової агротехнології.